# DirectFB
DirectFB es una biblioteca de software para el sistema operativo GNU/Linux que proporciona «aceleración gráfica de hardware, manejo y abstracción de dispositivos de entrada, sistema integrado de ventanas, con soporte para ventanas translúcidas y capas múltiples de visualización sobre del dispositivo Linux Framebuffer.» DirectFB es software libre bajo los términos de la GNU LGPL.
La biblioteca brinda una alternativa al sistema de ventanas X, que se ha utilizado tradicionalmente para soporte gráfico en el sistema operativo UNIX. Los autores de DirectFB dicen que acelera y simplifica las operaciones gráficas permitiendo que las aplicaciones se comuniquen directamente con el hardware de vídeo mediante una API simple. Una crítica de este argumento es que esa biblioteca sólo reimplementaba características que el sistema de ventanas X ya poseía, y no lleva necesariamente ningún aumento del funcionamiento sobre un servidor X con controladores de alto rendimiento.
DirectFB, por otro lado, permite a una aplicación correr directamente con el framebuffer. Existe un proyecto denominado, XDirectFB, el cual implementa un desarraigado servidor X, usando ventanas DirectFB para ventanas de alto nivel X11. Con XDirectFB, los programadores no tiene que reescribir el código para usar la API de DirectFB. Por supuesto, en el caso de XDirectFB tenemos la misma situación que con X Window cuando el servidor está corriendo en un proceso de espacio diferente. La ventaja de XDirectFB consiste en que su código es mucho más pequeño que el estándar actual X.Org. La desventaja es que todo esto trabaja sólo sobre Linux.